# 篠原央憲
篠原 央憲（しのはら ひさのり、1931年6月9日 - ）は、日本の詩人、評論家。本名は篠原 啓介。また作家活動も行っており日本ペンクラブ会員である。

## 略歴
徳島県徳島市生まれ。徳島県立工業学校（現・徳島県立徳島工業高等学校→徳島県立徳島科学技術高等学校）在学中から少年詩人として活躍。卒業後は、徳島民報社（現・徳島新聞）、大阪読売新聞、産経新聞の記者を経て出版社の編集長、社長を歴任する。その後作家活動を始める。

## 著書
- 『いろは歌の謎 - 暗号で綴った死刑囚の遺書だった』（1976年、光文社カッパブックス）のち『柿本人麻呂いろは歌の謎』三笠書房（知的生きかた文庫）、『咎なくて死す - いろは歌にこめられた遺書』篠原啓介（心交社）
- 『天皇家とユダヤ人』（1977年、光風社出版）
- 『柿本人麻呂の謎 - 古代暗号学明かす歌聖の恐るべき生涯』（1980年、徳間ブックス）改題『散りぬる葉』土曜美術社）
- 『山下清の秘密 - その知られざる生涯と才能の謎を解く』（1981年、ロングセラーズ）
- 『裸の大将山下清の謎 - その知られざる生涯と才能開発の秘密を明かす』木原啓允共著 土曜美術社 1986.3
- 『中国知将烈伝 - 現代に生かす名将・名参謀23人の戦略』（1987年、光風社出版）『中国知将「一日一話」』三笠書房（知的生きかた文庫）
- 『十四歳でさよなら』篠原啓介（2008年、開山堂出版）